# کیداریان
کیداری‌ها یا هون‌های کیداری سلسله‌ای بودند که در قرون چهارم و پنجم میلادی بر باختر و مناطق مجاور آسیای مرکزی و جنوبی حکومت می‌کردند و از لشگر کشی شاهنشاهی ساسانی. به باختر و سغد جلوگیری کردند.کیداری‌ها به مجموعه‌ای از اقوام تعلق داشتند که در هند به طور کلی با نام مردم هونا و در اروپا با نام شیونایت‌ها (از نام‌های ایرانی Xwn/Xyon) شناخته می‌شدند و حتی ممکن است با خیون‌ها یکسان در نظر گرفته شوند. پریسکوس، مورخ بیزانسی قرن پنجم، آن‌ها را هون‌های کیداری یا "هون‌هایی که کیداری هستند" نامیده است. قبایل هونا/شیونایت اغلب، اگرچه به طور بحث‌برانگیز، با هون‌هایی که در دوره مشابه به اروپای شرقی حمله کردند، مرتبط دانسته می‌شوند. آن‌ها کاملاً با هپتالیان که حدود یک قرن بعد جایگزین آن‌ها شدند، متفاوت هستند.
کیداری‌ها نام خود را از کیدارا (چینی: 寄多羅 Jiduoluo، تلفظ باستانی: Kjie-ta-la)، یکی از حکمرانان اصلی آن‌ها، گرفته‌اند. به نظر می‌رسد کیداری‌ها بخشی از گروهی از هون‌ها بودند که در منابع لاتین به عنوان "کرمیشیون‌ها" (از ایرانی کرمیر خیون) یا "هون‌های سرخ" شناخته می‌شدند. کیداری‌ها اولین دولت از چهار دولت بزرگ شیونایت/هونا را در آسیای مرکزی تأسیس کردند که پس از آن آلچون‌ها، هپتالیان و نزاک‌ها قرار داشتند.
در سال‌های ۳۶۰–۳۷۰ پس از میلاد، پادشاهی کیداری در مناطق آسیای مرکزی که قبلاً توسط امپراتوری ساسانی اداره می‌شد، تأسیس شد و کوشانشاهیان ساسانی را در باختر جایگزین کرد. پس از آن، مرزهای امپراتوری ساسانی تقریباً در مرو متوقف شد. سپس، حدود ۳۹۰–۴۱۰ پس از میلاد، کیداری‌ها به شمال غربی هند حمله کردند و بقایای امپراتوری کوشان را در منطقه پنجاب جایگزین کردند.

## ریشه‌ها

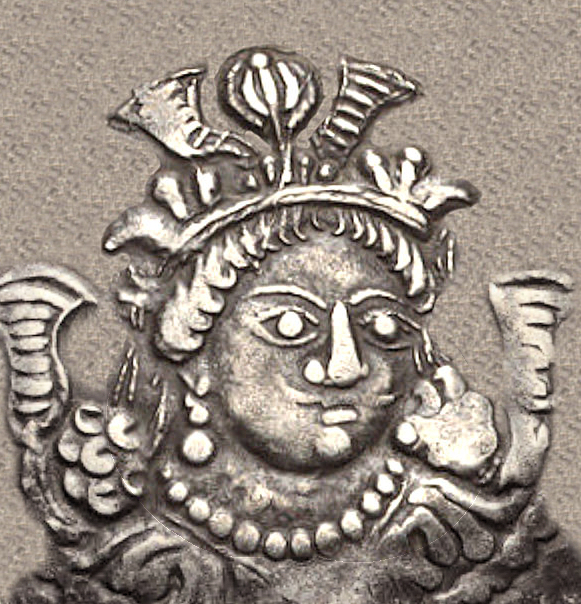
پرتره کیدارا، شاه کیداری‌ها، حدود ۳۵۰–۳۸۶. سکه‌های کیداری‌ها از سکه‌های امپراتوری ساسانی تقلید می‌کردند، با این تفاوت که چهره‌های بدون ریش را نشان می‌دادند، برخلاف ریش‌های ساسانیان، ویژگی‌ای که آن‌ها را به جای تبار ایرانی به تبار آلتایی مرتبط می‌کرد.

کیداری‌ها، مردمی کوچ‌نشین، به نظر می‌رسد از منطقه کوه‌های آلتای منشأ گرفته‌اند. بر روی سکه‌های کیداری، حکمرانان آن‌ها بدون ریش یا با صورت تراشیده به تصویر کشیده شده‌اند – ویژگی‌ای از فرهنگ‌های آلتایی در آن زمان (برخلاف، برای مثال، فرهنگ‌های ایرانی آسیای مرکزی جنوبی). آن‌ها ممکن است در اصل به زبان‌های اوغوری صحبت می‌کردند، همانطور که شیونایت‌ها و هپتالیان نیز چنین بودند، قبل از آنکه زبان باختری را بپذیرند. کیداری‌ها به عنوان کمانداران سواره در پشت سکه‌ها به تصویر کشیده شده‌اند. آن‌ها همچنین به انجام تغییر شکل جمجمه مصنوعی معروف بودند.
به نظر می‌رسد کیداری‌ها مترادف با کرمیر خیون ("شیونایت‌های سرخ" یا، به طور بحث‌برانگیزتر، "هون‌های سرخ") بوده‌اند – شاخه اصلی شیونایت‌ها (خیونیت‌ها)، در کنار سپت خیون ("شیونایت‌های سفید"). در یک مهر اخیراً کشف شده با تصویر حاکمی مشابه تصاویر روی سکه‌های کیداری، حاکم خود را به زبان باختری "شاه هون‌ها و کوشانشاه بزرگ" (uonano shao o(a)zarko (k)oshanoshao) نامیده است. گزارش شده است که این کشف در ناحیه سوات انجام شده است.

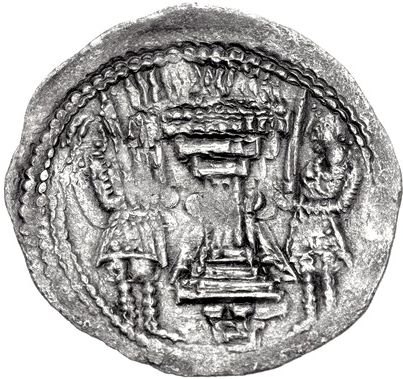
نگهبانان آتش با کفتان که روی شلوارهای داخل چکمه‌های تا زانو پوشیده شده و شمشیر در دست دارند، بر روی سکه‌های کیدارا

نام حاکم هم‌نام آن‌ها کیدارا (حدود ۳۵۰–۳۸۵) ممکن است با کلمه ترکی کیدرتی به معنای "غرب" هم‌ریشه باشد، که نشان می‌دهد کیداری‌ها در اصل غربی‌ترین شاخه شیونایت‌ها و اولین کسانی بودند که از آسیای داخلی مهاجرت کردند. منابع چینی نشان می‌دهند که وقتی اوآر (滑 Huá) حدود سال ۳۲۰ توسط دولت ژائو پسین از منطقه اطراف پینگ‌یانگ (平陽; لینفن امروزی، شانشی) به سمت غرب رانده شدند، فشاری بر اقوام وابسته به شیونایت، مانند کیداری‌ها، برای مهاجرت وارد کرد. نظریه دیگر این است که تغییرات آب و هوایی در آلتای در قرن چهارم باعث مهاجرت قبایل مختلف به سمت غرب و جنوب شد.
منابع معاصر چینی و رومی نشان می‌دهند که در طول قرن چهارم، کیداری‌ها شروع به تجاوز به قلمرو خراسان بزرگ و امپراتوری کوشان کردند – از طریق فرارود به باختر مهاجرت کردند، جایی که در ابتدا دست‌نشانده کوشانیان بودند و بسیاری از عناصر فرهنگ کوشان-باختری را پذیرفتند. کیداری‌ها همچنین در ابتدا بر امپراتوری ساسانی فشار وارد کردند، اما بعداً به عنوان مزدور در ارتش ساسانی خدمت کردند و در بین النهرین تحت رهبری رئیس قبیله‌ای به نام گرومباتس (حدود ۳۵۳–۳۵۸ پس از میلاد) با رومی‌ها جنگیدند. به نظر می‌رسد برخی از کیداری‌ها به یک سلسله حاکم بر امپراتوری کوشان تبدیل شدند و به همین دلیل لقب "کوشان‌های کوچک" را گرفتند.

## پادشاهی کیداری

### نخستین ظهور در منابع ادبی
نخستین شواهد، سکه‌های طلایی کشف شده در بلخ است که به اواسط قرن چهارم بازمی‌گردد. ورهان، فرمانروای کوشانشاهیان ساسانی، در دوره دوم سلطنت خود مجبور شد تمغای کیداری () را در سکه‌های ضرب شده در بلخ در باختر، حدود ۳۴۰-۳۴۵ پس از میلاد، وارد کند. این تمغا جایگزین نماد ناندیپادا شد که از زمان واسودوا یکم مورد استفاده قرار می‌گرفت، که نشان می‌دهد کیداری‌ها اکنون کنترل را به دست گرفته بودند، ابتدا تحت فرمانروایی کیرادا. سپس، شاخ‌های قوچ برای مدت کوتاهی در زمان فرمانروایی کیداری پیروز به تصویر ورهان بر روی سکه‌هایش اضافه شد و نوارهای برجسته‌ای در اطراف گوی تاج در زمان فرمانروایی کیداری کیدارا اضافه شد. در واقع، ورهان به عنوان "عروسک" کیداری‌ها توصیف شده است. تا سال ۳۶۵، فرمانروای کیداری کیدارا یکم نام خود را بر روی سکه‌های منطقه قرار داد و عنوان کوشانشاه را برگزید. در گندهارا نیز، کیداری‌ها سکه‌های نقره‌ای به نام ورهان ضرب کردند تا اینکه کیدارا نیز نام خود را در آنجا معرفی کرد.
شواهد باستان‌شناسی، سکه‌شناسی و مُهرشناسی نشان می‌دهد که کیداری‌ها قلمرویی به همان اندازه ظریف و پیشرفته همچون ساسانیان اداره می‌کردند. آن‌ها به سرعت نمادگرایی و عنوان‌گذاری امپراتوری ایرانی را پذیرفتند، همانطور که یک مُهر نشان می‌دهد: "سرور اولارغ، شاه هون‌ها، کوشانشاه بزرگ، سمرقندی، از خاندان آفریغان (?)".
بیشتر اطلاعات دیگری که در حال حاضر در مورد پادشاهی کیداری در دست داریم، از منابع چینی و بیزانسی مربوط به اواسط قرن پنجم است. کیداری‌ها نخستین هون‌هایی بودند که هند را به دردسر انداختند. سوابق هند نشان می‌دهد که هونا در نیمه اول قرن پنجم در افغانستان امروزی و ایالت سرحد شمال غربی مستقر شده بودند و امپراتور گوپتا اسکندرگوپتا در سال ۴۵۵ حمله هونا را دفع کرده بود. کیداری‌ها آخرین سلسله‌ای هستند که خود را (بر اساس نوشته‌های روی سکه‌هایشان) وارثان امپراتوری کوشان می‌دانند، امپراتوری‌ای که دو قرن پیش به عنوان یک نهاد مستقل از بین رفته بود.

### مهاجرت به باختر
الگو:آسیای جنوبی در سال ۳۵۰ پس از میلاد

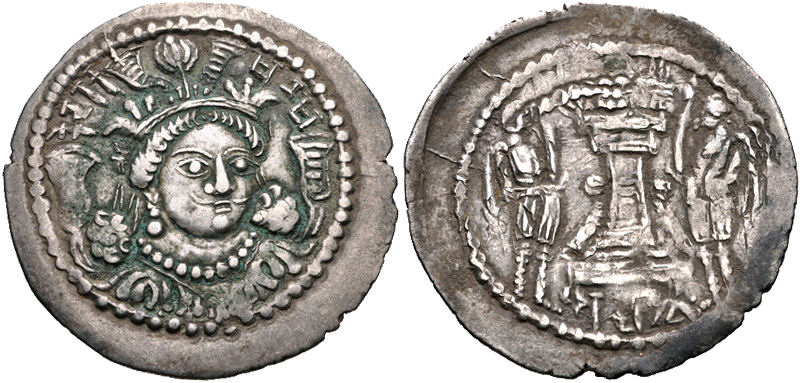
کیدارا، حدود ۴۲۵–۴۵۷. درهم نقره (۲۹ میلی‌متر، ۳.۷۶ گرم، ساعت ۳). ضرابخانه C در گندهارا. نیم‌رخ تاجدار کمی به راست. نوشته برهمی در اطراف سر: کی-دا-را کو-شان-شا/ آتشدان با نگهبانان در طرفین. استفاده از نیم‌رخ سه‌چهارم گاهی به تأثیر سکه‌های امپراتوری بیزانس آرکادیوس (۳۷۷–۴۰۸ پس از میلاد) نسبت داده می‌شود.

حدود سال ۳۵۰، امپراتور ساسانی شاپور دوم (حکومت ۳۰۹ تا ۳۷۹) مجبور شد درگیری خود با رومی‌ها را متوقف کند و محاصره نصیبین را رها کند تا با تهدیدات کوچ‌نشینان در شرق روبرو شود: او در شرق توسط سکایی‌های ماساژت‌ها و دیگر قبایل آسیای مرکزی مورد حمله قرار گرفت. در همین زمان، قبایل شیونایت/هونا، به احتمال زیاد کیداری‌ها، که پادشاهشان گرومباتس بود، به عنوان یک تهدید تجاوزکارانه به قلمرو ساسانی و همچنین خطری برای امپراتوری گوپتا (۳۲۰–۵۰۰) ظاهر می‌شوند.
پس از یک مبارزه طولانی (۳۵۳–۳۵۸)، آن‌ها مجبور به انعقاد پیمان اتحاد شدند و پادشاهشان گرومباتس در جنگ علیه رومی‌ها، شاپور دوم را همراهی کرد و موافقت کرد که سواران سبک خود را در ارتش ایران به خدمت بگیرد و شاپور دوم را همراهی کند. حضور "گرومباتس، پادشاه خیونیت‌ها" و خیونیت‌های او با شاپور دوم در طول لشکرکشی‌ها در مناطق غربی خزر، در منطقه کردوئنه، توسط شاهد عینی معاصر آمیانوس مارسلینوس توصیف شده است:
Grumbates Chionitarum rex novus aetate quidem media rugosisque membris sed mente quadam grandifica multisque victoriarum insignibus nobilis.
"گرومباتس، پادشاه جدید خیونیت‌ها، در حالی که میانسال بود و اندامش چروکیده بود، از ذهنی برخوردار بود که با عظمت عمل می‌کرد و به خاطر پیروزی‌های بسیار و مهم خود مشهور بود."— آمیانوس مارسلینوس، ۱۸.۶.۲۲.
حضور گرومباتس در کنار شاپور دوم در محاصره آمیدا در سال ۳۵۹ نیز ثبت شده است، که در آن گرومباتس پسر خود را از دست داد:
"گرومباتس، پادشاه خیونیت‌ها، با جسارت به سوی دیوارها رفت تا آن مأموریت را انجام دهد، با گروهی شجاع از محافظان؛ و هنگامی که یک شناسایی‌گر ماهر متوجه شد که او در تیررس قرار گرفته است، بالیستای خود را رها کرد و پسرش را در اوج جوانی، که در کنار پدرش بود، از پای درآورد، زره، سینه و همه چیز را سوراخ کرد؛ و او شاهزاده‌ای بود که از نظر قامت و زیبایی از همه همرزمانش برتر بود."— آمیانوس مارسلینوس، ۱۹.۱.۷.
بعدها این اتحاد از هم پاشید و در زمان بهرام چهارم (۳۸۸–۳۹۹) ساسانیان نبردهای متعددی را در برابر کیداری‌ها از دست دادند. کیداری‌های مهاجر سپس در باختر مستقر شدند، جایی که کوشانشاهیان ساسانی، شاخه‌ای از ساسانیان که دو قرن پیش کوشانیان ضعیف شده را در آن منطقه جابجا کرده بودند، را جایگزین کردند. تصور می‌شود که آن‌ها تا سال ۳۶۰ به طور کامل بر منطقه باختر تسلط یافته بودند. از آنجایی که این منطقه تقریباً با کوشانشهر، قلمروهای غربی سابق کوشانیان، مطابقت دارد، فرمانروای کیداری کیدارا خود را بر روی سکه‌هایش "کیدارا شاه کوشانیان" نامید.
به گفته پریسکوس، امپراتوری ساسانی مجبور به پرداخت خراج به کیداری‌ها بود تا زمان حکومت یزدگرد دوم (حکومت ۴۳۸–۴۵۷)، که از پرداخت خودداری کرد.
کیداری‌ها پایتخت خود را در سمرقند قرار دادند، جایی که در مرکز شبکه‌های تجاری آسیای مرکزی و در ارتباط نزدیک با سغدیان بودند. کیداری‌ها دارای یک اداره قوی بودند و مالیات جمع‌آوری می‌کردند و به طور نسبتاً کارآمد مناطق خود را اداره می‌کردند، برخلاف تصویر بربرهای مایل به تخریب که در روایات ایرانی ارائه شده است.

#### قلعه‌ها

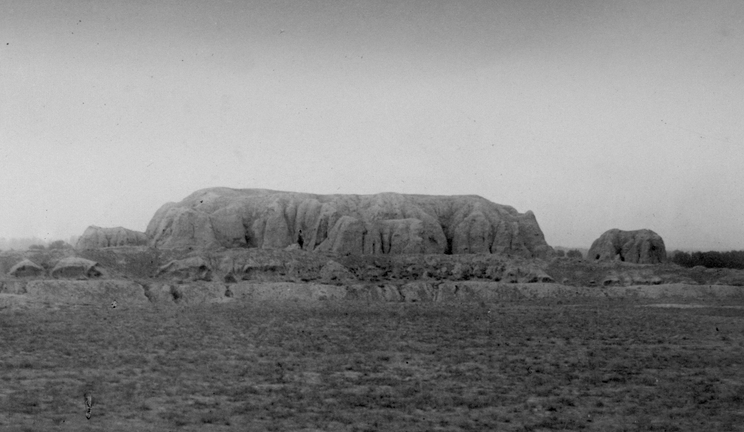
قلعه کافرقلعه (ازبکستان).

کافرقلعه یک قلعه باستانی در ۱۲ کیلومتری جنوب مرکز شهر سمرقند در ازبکستان است که از مرز جنوبی واحه سمرقند محافظت می‌کرد. این قلعه شامل یک ارگ مرکزی است که از خشت ساخته شده و در قاعده ۷۵ × ۷۵ متر مساحت دارد، دارای شش برج است و توسط یک خندق احاطه شده است که هنوز هم قابل مشاهده است. محل سکونت در خارج از ارگ قرار داشت. این ارگ برای اولین بار در قرن چهارم و پنجم توسط کیداری‌ها اشغال شد که سکه‌ها و مهرهای آن‌ها در آنجا یافت شده است.

### گسترش به شمال غربی هند

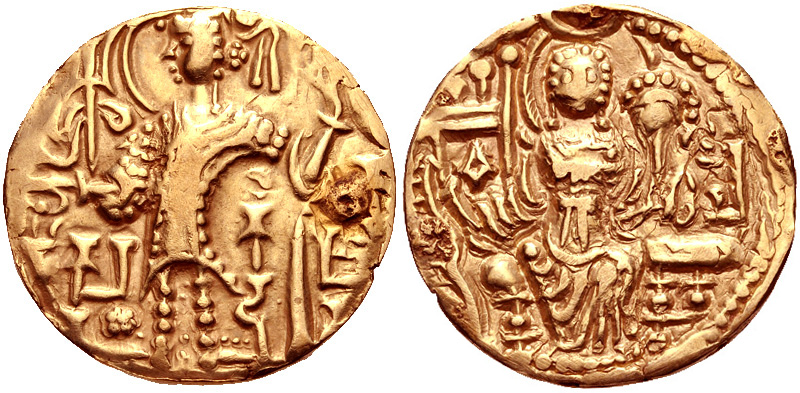
سکه طلای کیدارا، حدود ۳۵۰–۳۸۵، برگرفته از کوشانیان. نوشته‌های عمودی برهمی از راست به چپ: کوشانا (کو-شا-نا) کیدارا (کی-دا-را) کوشانا (کو-شا-نا). الهه نشسته اردوخشو در پشت سکه.

کیداری‌ها قدرت خود را در شمال افغانستان تثبیت کردند و سپس پیشاور و بخش‌هایی از شمال غربی هند از جمله گندهارا را احتمالاً بین سال‌های ۳۹۰ و ۴۱۰ فتح کردند، حدود پایان حکومت امپراتور گوپتا چاندراگوپتا دوم یا آغاز حکومت کوماراگوپتا یکم. احتمالاً ظهور هپتالیان و شکست‌ها در برابر ساسانیان بود که کیداری‌ها را به شمال هند سوق داد.

#### اقتصاد
کیداری‌ها سکه‌های طلا را بر اساس مدل سکه‌های کوشانی ضرب می‌کردند و نام‌های خود را بر آن‌ها حک می‌کردند، اما همچنان با استفاده از عنوان "کوشان" ادعای میراث کوشانی را داشتند. با این وجود، حجم سکه‌های طلای کیداری بسیار کمتر از حجم سکه‌های کوشانیان بزرگ بود، که احتمالاً به دلیل کاهش تجارت و از دست دادن مسیرهای اصلی تجارت بین‌المللی بود.
به نظر می‌رسد سکه‌هایی با عنوان یا نام گاداهارا اولین سکه‌هایی هستند که توسط کیداری‌های مهاجم در قلمرو کوشان در هند ضرب شده‌اند. حضور نام‌های حاکمان خارجی مانند کوشانشاه ساسانی پیروز یا امپراتوری گوپتا سامودراگوپتا بر روی سکه‌ها ممکن است نشان‌دهنده نوعی حاکمیت در زمانی باشد که بقایای قدرت کوشان بین این دو قدرت تقسیم شده بود. به نظر می‌رسد که ضرب سکه‌های "گاداهارا" از نظر زمانی درست قبل از ضرب سکه‌های فرمانروای مشهور کیداری کیدارا قرار دارد.

#### مذهب

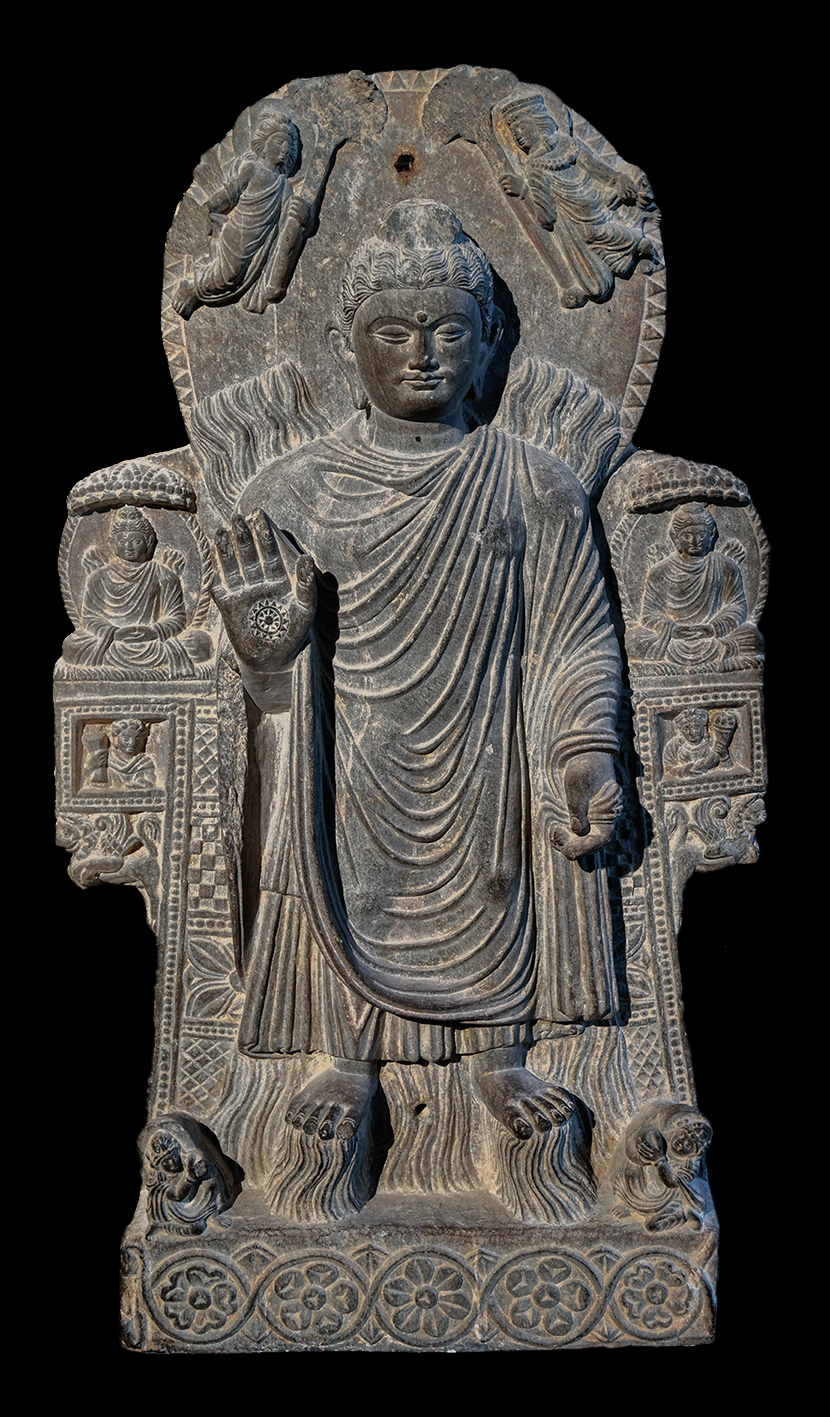
معجزه شراوستی از پایتاوا، احتمالاً متعلق به دوره کیداری است.

به نظر می‌رسد که سلطه کیداری‌ها تأثیر چندانی بر بودیسم نداشته است، زیرا این دین به شکوفایی خود ادامه داد. زائر چینی فاهیان حدود سال ۴۰۰ پس از میلاد از این منطقه بازدید کرد و فرهنگ ثروتمند بودایی را توصیف کرد. به نظر می‌رسد برخی از جنبه‌های هنر بودایی گندهارا عناصر زرتشتی را که در آن زمان توسط کیداری‌ها منتقل شده بود، در خود جای داده است، مانند تصویر آتشدان‌ها بر روی پایه‌های بسیاری از مجسمه‌های بودایی.
استدلال شده است که گسترش فرهنگ و ادیان هندی تا سغد با حکومت کیداری‌ها بر مناطق از سغد تا گندهارا مطابقت داشته است.
برخی از آثار هنری بودایی، به سبکی که نشان‌دهنده تکامل در مقایسه با هنر گندهارا است، به عنوان متعلق به دوره کیداری پیشنهاد شده‌اند، مانند مجسمه‌های پایتاوا.

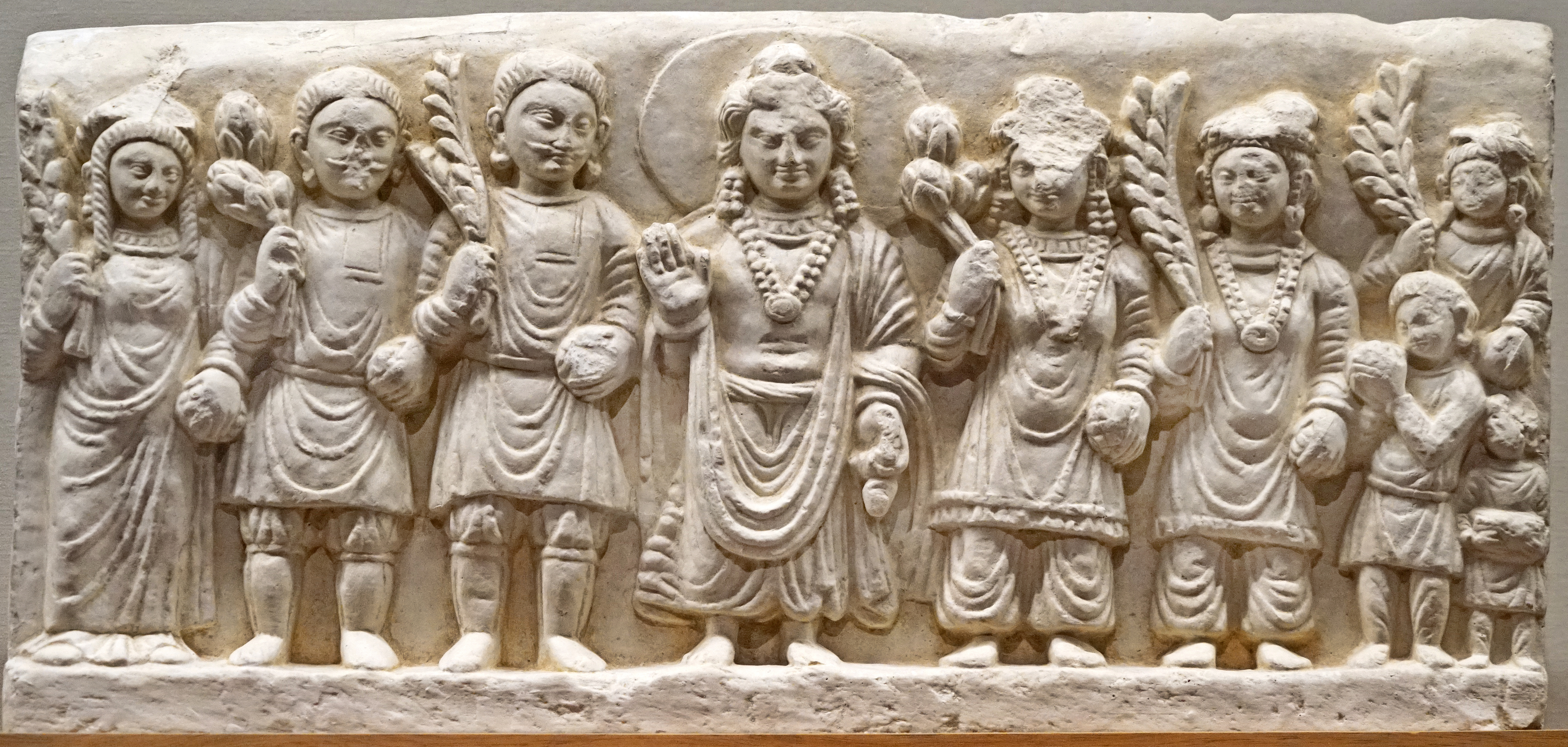
پیروان در اطراف مایتره، بودای آینده (مرکز). پایتاوا. مجسمه‌های پایتاوا ممکن است متعلق به دوره کیداری باشند.

#### درگیری‌ها با امپراتوری گوپتا

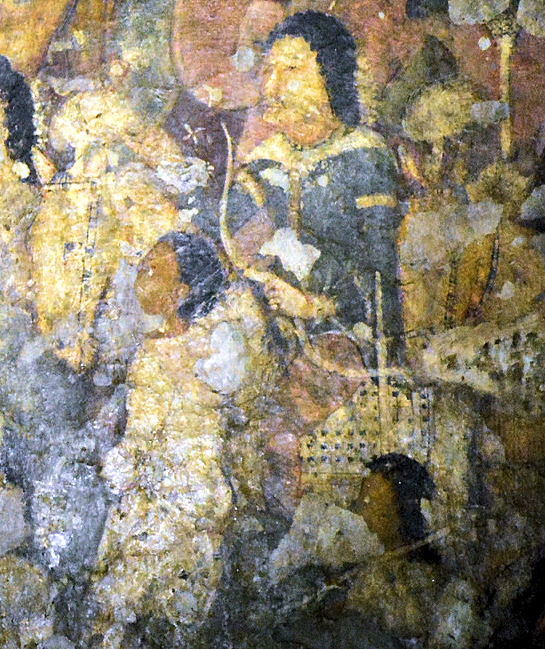
نقاشی‌های بودایی غارهای آجانتا، مربوط به حدود ۴۶۰–۴۸۰، همزمان با پایان حمله کیداری‌ها به شمال غربی هند است و برخی صحنه‌ها احتمالاً تحت تأثیر کیداری‌ها یا هپتالیان پس از آن‌ها قرار گرفته‌اند.

کیداری‌ها ممکن است در زمان حکومت کوماراگوپتا یکم (۴۱۴–حدود ۴۵۵) با امپراتوری گوپتا روبرو شده باشند، زیرا دومی برخی درگیری‌ها را، اگرچه بسیار مبهم، در کتیبه ماندسائور خود شرح می‌دهد. کتیبه ستون بهیتاری اسکندرگوپتا، که توسط پسرش اسکندرگوپتا (حدود ۴۵۵–۴۶۷) نوشته شده است، به طور چشمگیرتری نابودی نزدیک به امپراتوری گوپتا و بهبودی از طریق پیروزی‌های نظامی در برابر حملات پوشیامیتراها و هوناها را به یاد می‌آورد. کیداری‌ها تنها هون‌هایی هستند که می‌توانستند در آن زمان به هند حمله کرده باشند، زیرا هپتالیان هنوز در اواسط قرن پنجم در تلاش برای ورود به باختر بودند. در کتیبه بهیتاری، اسکندرگوپتا به وضوح به درگیری‌ها با هون‌ها اشاره می‌کند، اگرچه برخی از قسمت‌های کتیبه از بین رفته است:
(اسکندرگوپتا)، که زمین با دو بازوی او به لرزه درآمد، هنگامی که او، خالق (آشوبی مانند آن) گردابی وحشتناک، در درگیری نزدیک با هوناها شرکت کرد؛ . . . . . . در میان دشمنان . . . . . . تیرها . . . . . . . . . . . . اعلام کرد . . . . . . . . . . . . درست مانند غرش (رودخانه) گنگ، که خود را در گوش (آن‌ها) آشکار می‌کرد.— کتیبه ستون بهیتاری اسکندرگوپتا L.15
حتی پس از این درگیری‌ها، به نظر می‌رسد کیداری‌ها بخش
غربی امپراتوری گوپتا، به ویژه پنجاب مرکزی و غربی را، تا زمان حمله هون‌های آلچون در پایان قرن پنجم حفظ کردند. در حالی که آن‌ها هنوز در گندهارا حکومت می‌کردند، کیداری‌ها در سال ۴۷۷ هیئتی را به چین فرستادند.
گفته می‌شود که حمله هوناها به روابط تجاری هند و روم که امپراتوری گوپتا از آن سود زیادی برده بود، آسیب جدی وارد کرد. گوپتاها محصولات لوکس متعددی مانند ابریشم، محصولات چرمی، خز، محصولات آهنی، عاج، مروارید یا فلفل را از مراکزی مانند ناسک، پایتان، پاتالیپوترا یا بنارس و غیره صادر می‌کردند. حمله هوناها احتمالاً این روابط تجاری و درآمدهای مالیاتی ناشی از آن را مختل کرد. این درگیری‌ها امپراتوری امپراتوری گوپتا را فرسوده کرد: سکه‌های طلای اسکندرگوپتا بسیار کمتر و از کیفیت پایین‌تری نسبت به سکه‌های پیشینیان او برخوردار است.
با ظهور هپتالیان در دهه ۴۵۰، کیداری‌ها از ریشه‌های کوچ‌نشینی خود در باختر جدا شدند. به نظر می‌رسد که کیداری‌ها در سال ۴۶۷ پس از میلاد توسط امپراتور ساسانی پیروز نیز شکست خوردند و پیروز بلخ را بازپس گرفت و در آنجا سکه‌هایی را به عنوان "پیروز شاه شاهان" ضرب کرد.

#### درگیری با امپراتور ساسانی پیروز یکم و هپتالیان

مهر "سرور اوگلارغ، شاه هون‌ها، کوشانشاه بزرگ، افشیان سمرقند" (زبان باختری: βαγο ογλαρ(γ)ο – υονανο þ(α)ο οα(ζ)-αρκο κο(þανοþ)[αοσαμαρ] /-κανδο – αφþιιανο). این حاکم دارای "ویژگی‌های مشخصی است که او را به عنوان یک کیداری شناسایی می‌کند". مجموعه خصوصی امان الرحمان.

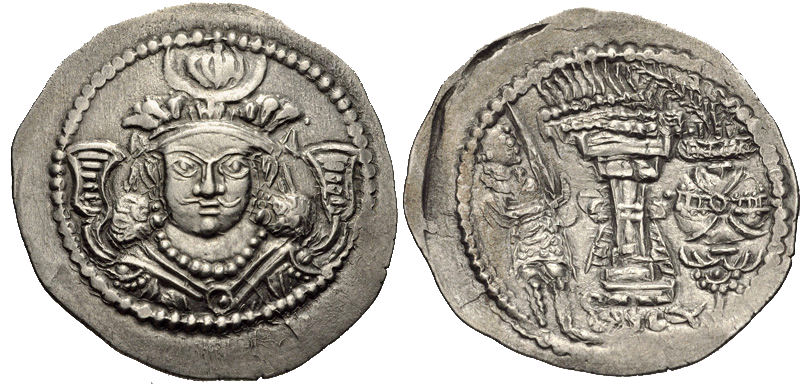
فرمانروای کیداری "شاه ب"، اواخر قرن چهارم - اوایل قرن پنجم. گلدانی در سمت راست آتشدان زرتشتی، پورناگاتا هندی/هندو یا "گلدان فراوانی" قرار داده شده است.

از زمان تأسیس امپراتوری ساسانی، حاکمان آن حاکمیت و قدرت قلمرو خود را از طریق جمع‌آوری خراج، به ویژه از رومیان، نشان داده بودند. با این حال، تلاش‌های ساسانیان در اوایل قرن پنجم توسط کیداری‌ها مختل شد، که یزدگرد یکم (حکومت ۳۹۹–۴۲۰)، بهرام پنجم (حکومت ۴۲۰–۴۳۸) و/یا یزدگرد دوم (حکومت ۴۳۸–۴۵۷) را مجبور به پرداخت خراج به آن‌ها کردند. اگرچه این امر خزانه ساسانی را به زحمت نینداخت، اما با این وجود تحقیرآمیز بود. یزدگرد دوم در نهایت از پرداخت خراج خودداری کرد، که بعداً به عنوان casus belli کیداری‌ها مورد استفاده قرار گرفت، که حدود سال ۴۶۴ علیه شاه ساسانی حاکم پیروز یکم اعلام جنگ کردند. پیروز نیروی انسانی کافی برای جنگیدن نداشت و بنابراین از امپراتوری بیزانس درخواست کمک مالی کرد، که درخواست او را رد کرد. سپس او به پادشاه کیداری‌ها، کونخاس، پیشنهاد صلح داد و خواهرش را به ازدواج او درآورد، اما به جای او زنی از طبقه پایین فرستاد. پس از مدتی کونخاس از وعده دروغین پیروز آگاه شد و سپس به نوبه خود سعی کرد او را فریب دهد و از او خواست که کارشناسان نظامی را برای تقویت ارتش خود بفرستد.
هنگامی که گروهی متشکل از ۳۰۰ کارشناس نظامی به دربار کونخاس در بالعام (احتمالاً بلخ) رسیدند، یا کشته شدند یا مثله شدند و با این خبر که کونخاس این کار را به دلیل وعده دروغین پیروز انجام داده است، به ایران بازگردانده شدند. در همین زمان، پیروز با هپتالیان یا هون‌های آلچون مهاما، حاکم کاداگ در شرق باختر، متحد شد. با کمک آن‌ها، او سرانجام در سال ۴۶۶ کیداری‌ها را شکست داد و باختر را برای مدت کوتاهی تحت کنترل ساسانیان درآورد، جایی که سکه‌های طلایی خود را در بلخ ضرب کرد. سبک سکه‌های طلا تا حد زیادی بر اساس سکه‌های کیداری بود و پیروز را با تاج دوم خود نشان می‌داد. سال بعد (۴۶۷)، هیئت ساسانی به پایتخت بیزانس، قسطنطنیه رسید، جایی که پیروزی بر کیداری‌ها اعلام شد. هیئت ساسانی که در سال ۴۶۸ به وی شمالی فرستاده شد نیز ممکن است همین کار را کرده باشد.

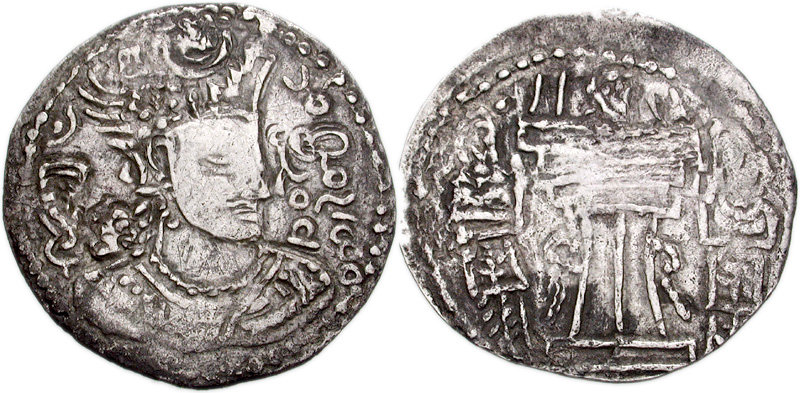
سکه فرمانروای متاخر گوبوزیکو، تقلید از شاه ساسانی بهرام چهارم، به خط باختری. نیم‌رخ تاجدار به راست؛ تمغا در جلو. آتشدان با نگهبانان. حدود اواسط قرن پنجم پس از میلاد.

اگرچه کیداری‌ها هنوز برخی مناطق مانند گندهارا و پنجاب را در کنترل داشتند، اما دیگر هرگز برای ساسانیان مشکلی ایجاد نکردند. اما در خود هند، کیداری‌ها نیز ممکن است پس از پیروزی‌های اسکندرگوپتا در سال ۴۵۵، قلمرو خود را به امپراتوری گوپتا از دست داده باشند. این امر خلأ قدرتی ایجاد کرد که هون‌های آلچون توانستند آن را پر کنند و به آن‌ها اجازه داد تا مناطق از دست رفته کیداری‌ها را بازپس بگیرند.

#### همزمانی قاره‌ای جنگ‌های هون‌ها
همزمانی شگفت‌انگیزی بین، از یک سو، درگیری‌های بین هون‌های کیداری و امپراتوری ساسانی و امپراتوری گوپتا، و از سوی دیگر، لشکرکشی‌های هون‌ها تحت رهبری آتیلا در اروپا وجود دارد که منجر به شکست آن‌ها در دشت‌های کاتالونیا در سال ۴۵۱ شد. تقریباً به نظر می‌رسد که امپراتوری‌های امپریالیستی در شرق و غرب پاسخ خود را به تهدید همزمان هون‌ها در سراسر اوراسیا متحد کرده بودند. در پایان، اروپا موفق شد هون‌ها را دفع کند و قدرت آن‌ها در آنجا به سرعت از بین رفت، اما در شرق، هم امپراتوری ساسانی و هم امپراتوری گوپتا بسیار تضعیف شدند.
تعدادی سکه طلای کیداری نیز در اروپا، تا مجارستان و لهستان، در نتیجه مهاجرت‌های آسیایی یافت شده است.

### جانشینان کیداری

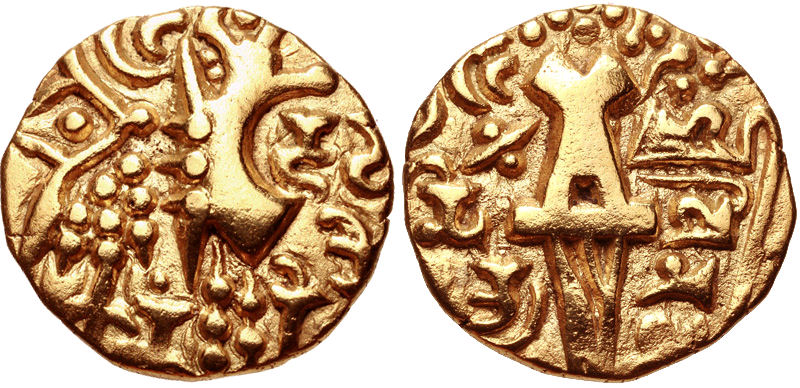
سکه شاه یینایادیتیا (همچنین وینایادیتیا)، یکی از "جانشینان کیداری"، اواخر قرن پنجم، جامو و کشمیر.

به نظر می‌رسد بسیاری از پادشاهی‌های کوچک کیداری در شمال غربی هند باقی مانده‌اند و از طریق سکه‌هایشان شناخته شده‌اند. آن‌ها به ویژه در جامو و کشمیر حضور داشتند، مانند شاه وینایادیتیا، اما سکه‌های آن‌ها بسیار بی‌ارزش شده بود. آن‌ها سپس در ربع آخر قرن پنجم توسط هون‌های آلچون، که گاهی شاخه‌ای از هپتالیان محسوب می‌شوند، فتح شدند. هون‌های آلچون حدود سال ۵۰۰ پس از میلاد، پس از کیداری‌ها وارد هند شدند و تا اران و کوشامبی به قلمرو هند حمله کردند.
شواهد سکه‌شناسی و همچنین به اصطلاح "کاسه هپتالی" از گندهارا، که اکنون در موزه بریتانیا نگهداری می‌شود، نشان می‌دهد که دوره‌ای از همزیستی مسالمت‌آمیز بین کیداری‌ها و آلچون‌ها وجود داشته است، زیرا در آن دو اشراف‌زاده کیداری شکارچی با تاج‌های مشخص خود، همراه با دو شکارچی آلچون و یکی از آلچون‌ها در داخل یک مدالیون به تصویر کشیده شده‌اند. در مقطعی، کیداری‌ها از گندهارا عقب‌نشینی کردند و آلچون‌ها ضرابخانه‌های آن‌ها را از زمان خینگیلا به دست گرفتند. بر اساس گفته‌های زائران چینی، تا سال ۵۲۰، گندهارا قطعاً تحت کنترل هپتالیان (هون‌های آلچون) بود.

## همچنین ببینید
- هون‌ها
- خیونان
- هپتالیان
- آلخون
- نزاک‌ها
- مردم هونا
- امپراتوری کوشان
- کوشانشاهان
- امپراتوری ساسانی
- امپراتوری گوپتا